# The King 2 Hearts
The King 2 Hearts (en coréen : 더킹 투하츠) est une série télévisée sud-coréenne en 20 épisodes de 60 minutes, créée par Hong Jin-ah et diffusée du 21 mars 2012 au 24 mai 2012 sur la chaîne MBC en Corée du Sud. Elle met en vedette Lee Seung-gi et Ha Ji-won.
La série, se déroulant dans un monde parallèle où la Corée du Sud est une monarchie constitutionnelle, décrit l'histoire d'amour compliquée entre le prince de Corée du Sud et une officier nord-coréenne.

## Scénario
L'action se déroule dans un univers parallèle, où de nos jours, la Corée du Sud est gouvernée par une monarchie constitutionnelle, descendant de la Dynastie Joseon. Lee Jae-ha (Lee Seung-gi) est un prince beau, mais matérialiste, qui ne se soucie pas de la politique et éprouve une forte réticence à être le second dans l'ordre d'accès au trône. Lee Jae-kang, son frère et roi actuel, le piège pour le faire rejoindre une collaboration militaire avec la Corée du Nord.
Pendant ce temps, Kim Hang-ah (Ha Ji-won) est un officier des forces spéciales de Corée du Nord, qui est aussi la fille d'un fonctionnaire haut placé du pays. Jae-ha et Hang-ah se rencontrent à l’entraînement militaire conjoint, dont le but principal est d'établir des relations amicales entre les deux pays séparés. Bien que les deux sont de nature fière, Jae-ha commence à tisser une relation d'amitié avec Hang-ah, et fini par tomber amoureux d'elle. Bientôt, un mariage arrangé est mis en place entre les deux personnages, qui finissent par se fiancer. Pendant qu'ils essayent de surmonter leurs différences et de construire une relation, le roi Jae-kang et sa femme se font assassiner de sang froid par une mystérieuse organisation, le Club M, qui est dirigé par John Meyer/Kim Bong-gu, un magicien qui souhaite destituer la famille royale de la tête de l'état. Alors intronisé nouveau roi de Corée du Sud, Jae-ha doit apprendre à être responsable et à protéger son pays avant qu'il soit trop tard.

## Distribution

### Acteurs principaux
- Ha Ji-won : Capitaine Kim Hang-ah[1]
- Lee Seung-gi : Prince Lee Jae-ha (puis Roi Lee Jae-ha)[2],[3],[4]
- Kang Han-byul : Lee Jae-ha jeune
- Jo Jung-suk : Eun Shi-kyung
- Yoon Je-moon : John Meyer/Kim Bong-gu[5]
- Lee Yoon-ji : Princesse Lee Jae-shin

### Acteurs secondaires
- Lee Sung-min : Roi Lee Jae-kang
- Park Gun-tae : Lee Jae-kang jeune
- Yoon Yeo-jeong : Bang Yang-seon (Reine mère)
- Lee Soon-jae : Eun Kyu-tae
- Jung Man-shik : Rhee Kang-seok
- Kwon Hyun-sang : Yeom Dong-ha[6]
- Choi Kwon : Kwon Young-bae
- Lee Do-kyung : Kim Nam-il
- Jun Gook-hwan : Hyun Myung-ho
- Yum Dong-hyun : Park Ho-chul
- Lee Yeon-kyung : Park Hyun-joo (Reine Hyun-joo)

## Diffusion internationale
| Pays         | Chaîne                  | Titre               | Première diffusion |
| ------------ | ----------------------- | ------------------- | ------------------ |
| Corée du Sud | MBC                     | 더킹 투하츠         | 21 mars 2012       |
| États-Unis   | MBC America             | The King 2 Hearts   |                    |
| Canada       | All TV                  |                     |                    |
| Hong Kong    | Drama 1                 | 當王子遇上女軍官    |                    |
| Chine        | Xing Kong               | The King 2 Hearts   |                    |
| Malaisie     | 8TV                     | The King 2 Hearts   |                    |
| Indonésie    | Indosiar                | The King 2 Hearts   |                    |
| Taïwan       | Videoland Drama Channel | 愛上王世子          |                    |
| Japon        | Mnet Japan              | キング 〜Two Hearts |                    |
| Philippines  | TV5                     | King 2 Hearts       | 2014               |

## Bande originale
La bande originale issue de la série est sortie en cinq parties, chacune à une semaine d’intervalle à partir du 28 mars 2012, la cinquième partie correspond à l'album complet et est sorti le 10 mai 2012.
| 1.  | 더 킹 (The King)                                               | Divers Artistes | 1:02 |
| 2.  | 미치게 보고 싶은 (Michige Bogo Sipeun, Missing You Like Crazy) | Taeyeon         | 3:35 |
| 3.  | 사랑이 운다 (Sarangyi Unda, Love Is Crying)                    | K.Will          | 4:00 |
| 4.  | 말못하죠 (Malmothajyo, Can't Say)                              | J-Min           | 3:54 |
| 5.  | 오직 너만을 (Ojik Neomaneul, Only You)                         | Hyun seong      | 4:17 |
| 6.  | 내맘대로 살꺼야 (Naemamdaero Salkkeoya, I'll Live My Way)      | Super Kidd      | 3:08 |
| 7.  | 처음사랑 (Cheoeumsarang, First Love)                           | Lee Yoon-ji     | 4:08 |
| 8.  | 더킹 사랑과 감동 (The King Love and Emotion)                   | Divers Artistes | 4:24 |
| 9.  | 항아의 꿈 (Hang Ah’s Dream)                                    | Divers Artistes | 2:52 |
| 10. | Dead Line                                                      | Divers Artistes | 1:24 |
| 11. | 두 개의 심장 (Two Hearts)                                      | Divers Artistes | 2:13 |
| 12. | 함께… (Together…)                                              | Divers Artistes | 3:43 |
| 13. | 특수임무 (Special Mission)                                     | Divers Artistes | 2:06 |
| 14. | 슬픈 하늘 (Sad Sky)                                            | Divers Artistes | 2:37 |
| 15. | 웃는날 (Smiling Day)                                           | Divers Artistes | 2:31 |
| 16. | 아픈 사랑 (Painful Love)                                       | Divers Artistes | 3:05 |
| 17. | Lovely Yours                                                   | Divers Artistes | 3:52 |
| 18. | Breach                                                         | Divers Artistes | 3:24 |
| 19. | 눈을 감으면 (If I Close My Eyes)                               | Divers Artistes | 2:22 |
| 20. | 타는 마음 (Flaming Heart)                                      | Divers Artistes | 2:31 |
| 21. | Greasy                                                         | Divers Artistes | 1:56 |
| 22. | Lazy                                                           | Divers Artistes | 1:57 |
| 23. | Black Message                                                  | Divers Artistes | 3:19 |
| 24. | Bright Day                                                     | Divers Artistes | 1:59 |
| 25. | 새로운 시작 (New Start)                                        | Divers Artistes | 1:55 |